# 桜井輝夫
桜井 輝夫（さくらい てるお、1931年4月30日 - ）は、日本の音楽バンド、「ザ・ドリフターズ」の2代目リーダー。

## 経歴・人物
1959年、岸部清（芸能事務所「第一プロダクション」創業者、音楽出版社協会副会長、音事協名誉理事を歴任。2019年没）に代わって「井上ひろしとドリフターズ」の2代目リーダーに就任し、就任と同時に「桜井輝夫とドリフターズ」に改称。のちのリーダーとなるいかりや長介とエース格となる加藤茶をスカウトする。
また歌手志望だった水木一郎をバンドの付き人にし、ジャズ喫茶「ラ・セーヌ」のオーディションを受けるよう水木に勧めたという。
1964年にリーダーの座をいかりやに譲り以降はプロモーター役に回る。そして小野ヤスシら4人が脱退して高木ブー、仲本工事、荒井注の3人が加入するという変遷を経て、いわゆる新生ドリフが軌道に乗るとそのマネジメントを渡辺プロダクションに譲って身を引いた。
以降の経歴・消息は不明であり、表立った活動が皆無である。
その後のメディアへの露出はフジテレビ系バラエティ番組『ウチくる!?』の2001年10月7日放送分において、加藤茶がゲスト出演した際に、加藤の芸能界の恩師として登場したことがあるのが唯一であり、その後の現在までの消息は再び不明となっている。
このため、新生ドリフメンバーの中では志村けんのみ桜井と面識がない。